# Maroun Lahham
Maroun Lahham (arabe : مارون لحام), de son nom complet Maroun Elias Nimeh Lahham, né le 20 juillet 1948 à Irbid (Jordanie), est un ecclésiastique jordanien de l'Église catholique romaine. Il est le premier archevêque de Tunis de 2010 à 2012, après en avoir été évêque pendant plus de quatre ans.

## Biographie
Le 24 juin 1972, il est ordonné prêtre de Jérusalem. Il devient par la suite fidei donum à Dubaï puis vicaire et curé en Jordanie.
En 1992, il reçoit son doctorat en théologie pastorale et catéchèse à l'Université pontificale du Latran. En 1994, il est promu recteur du séminaire latin de Beit Jala.
Le 8 septembre 2005, il est nommé évêque de Tunis par le pape Benoît XVI ; il est officiellement ordonné le 2 octobre dans l'église paroissiale de Beit Jala par le patriarche latin de Jérusalem Michel Sabbah.
Le 22 mai 2010, Benoît XVI élève le diocèse de Tunis en archidiocèse, et donne à Mgr Lahham le titre d'archevêque de Tunis.
Moins de deux ans plus tard, le 19 janvier 2012, il est rappelé au Moyen-Orient où il devient évêque auxiliaire et vicaire du patriarche latin de Jérusalem pour la Jordanie. Il reçoit alors le titre d'évêque titulaire de Medaba (de) et conservant, à titre personnel, la dignité d'archevêque.
Le 4 février 2017, le pape François accepte sa démission en tant qu’évêque auxiliaire du diocèse.

## Décorations
Commandeur de l'Ordre sacré et militaire constantinien de Saint-Georges